# Plexippoides afghanus
Plexippoides afghanus är en spindelart som först beskrevs av Roewer 1961 [1962.  Plexippoides afghanus ingår i släktet Plexippoides och familjen hoppspindlar. Inga underarter finns listade i Catalogue of Life.